# Cynara

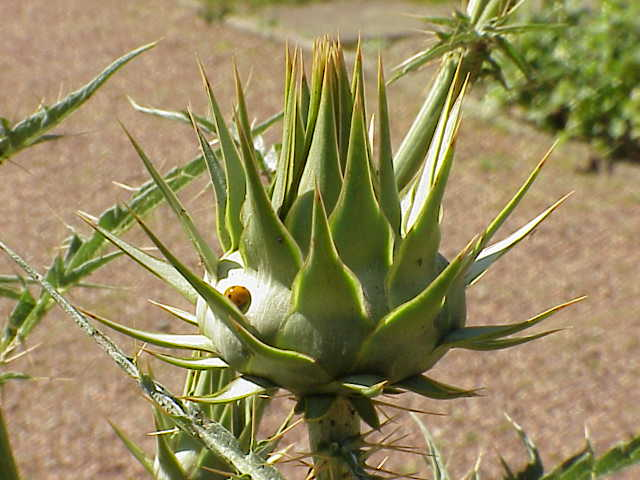
Cynara cardunculus
detalle de cabeza floral pre antesis.
.

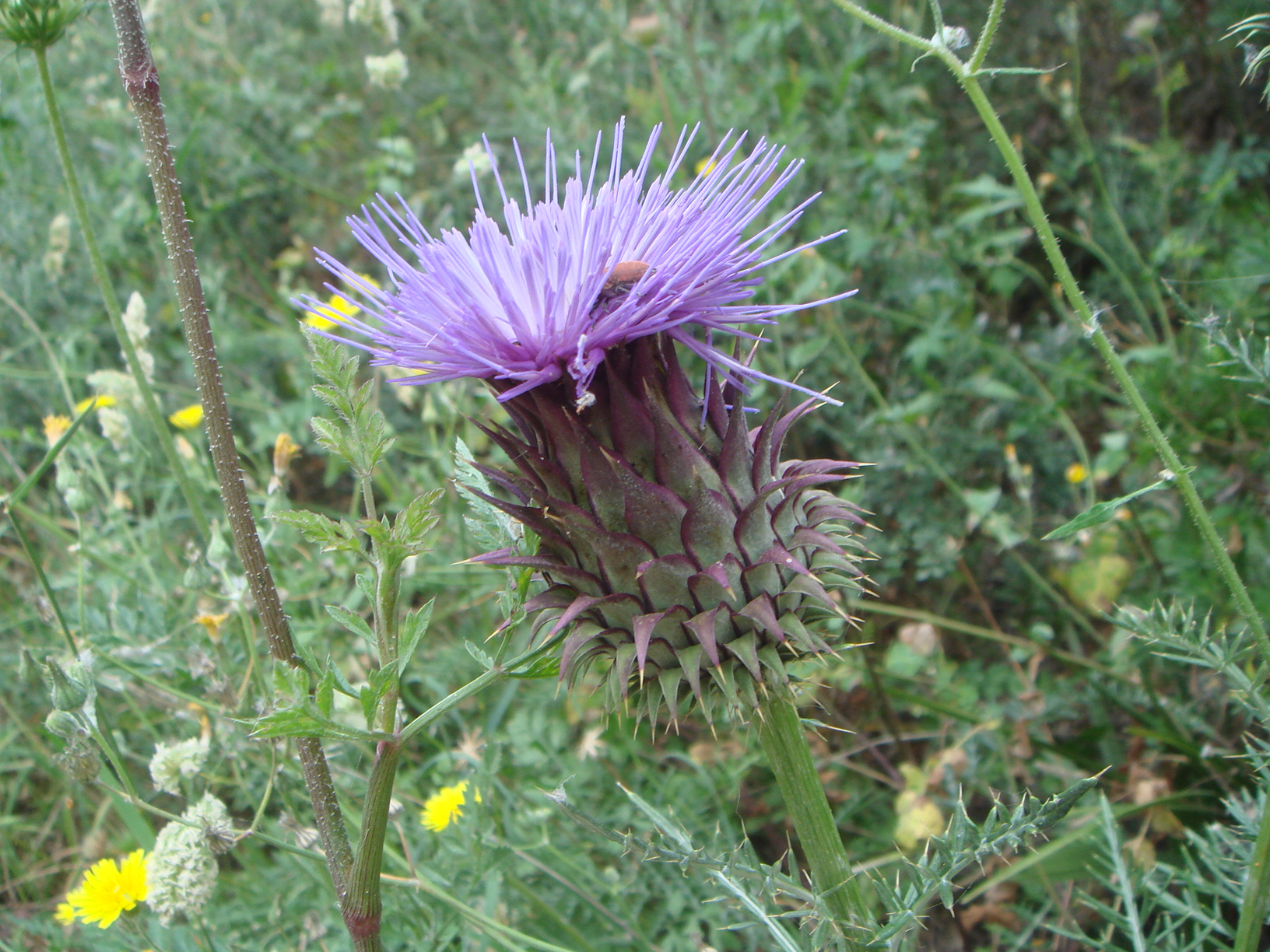
Cynara humilis.

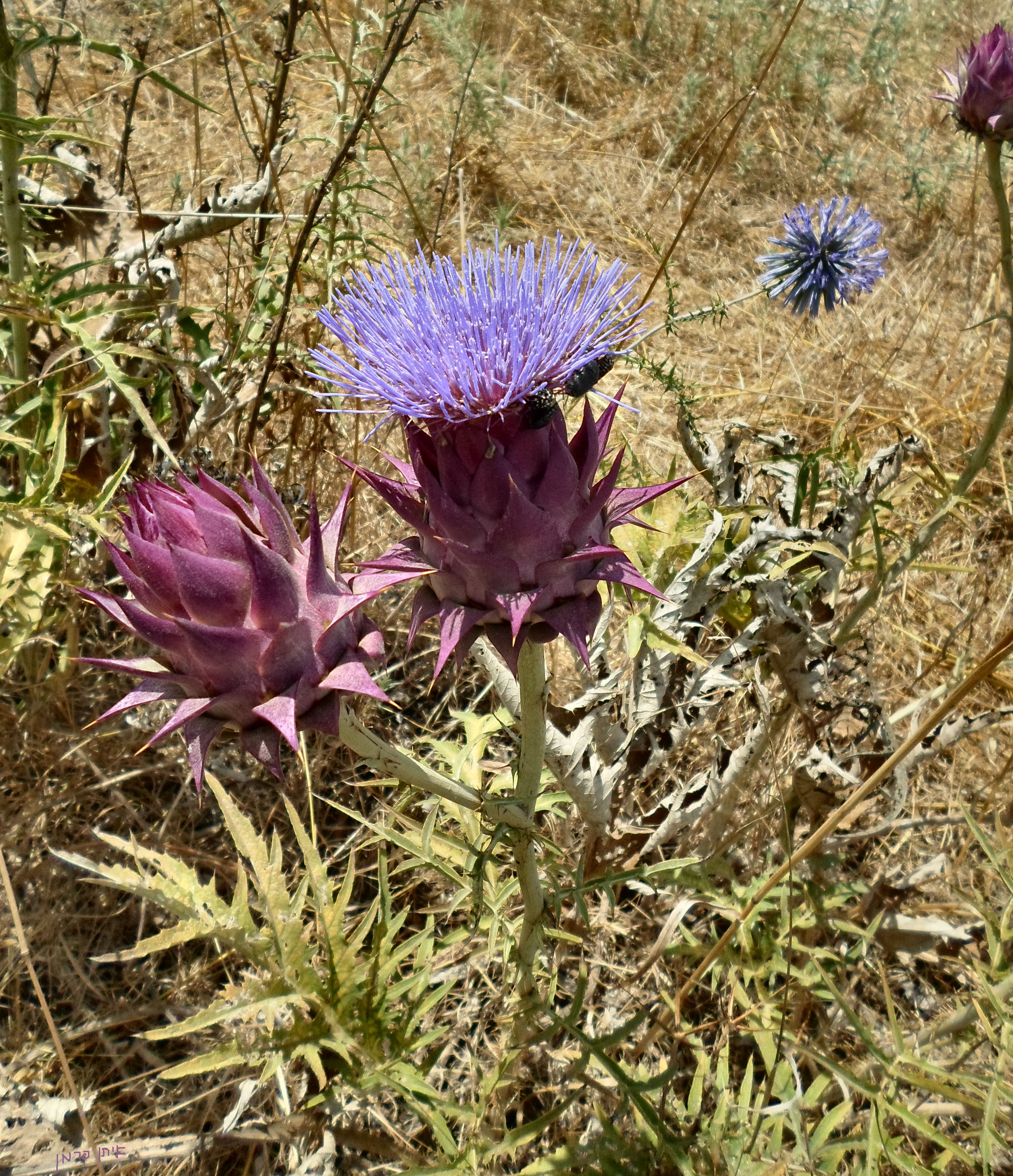
Cynara syriaca.

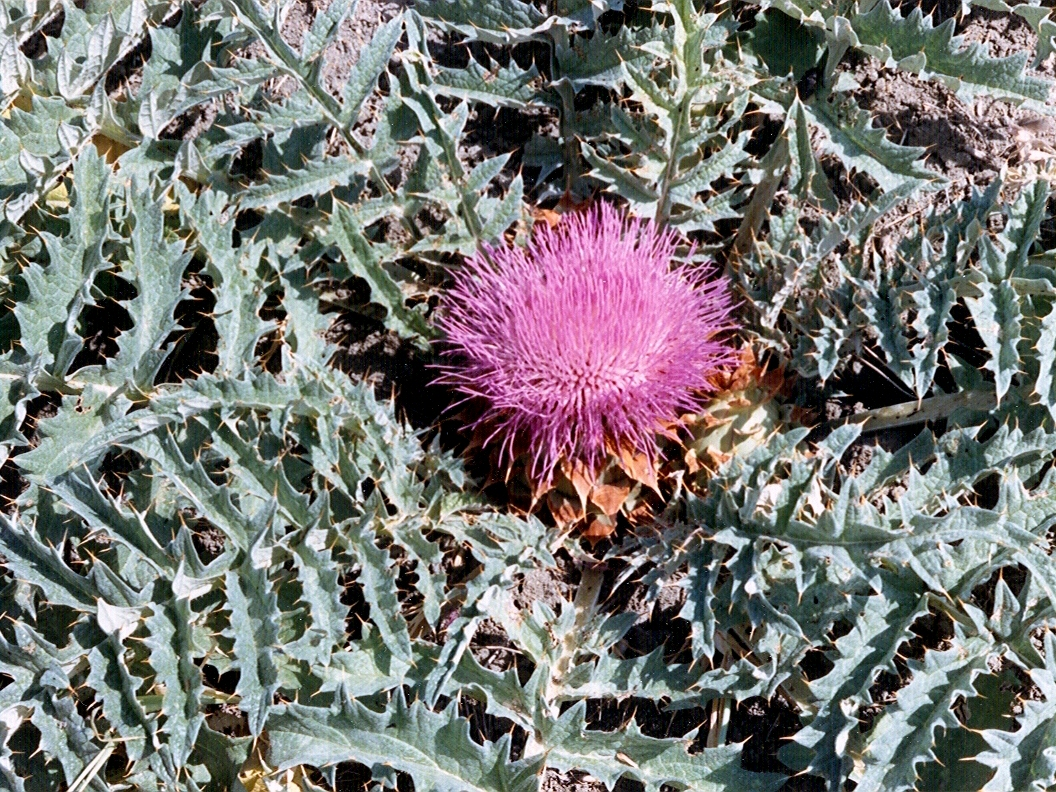
Cynara tournefortii

Cynara es un género de plantas perennes de la subfamilia Carduoideae dentro de la familia Asteraceae, y es el género tipo de la tribu Cynareae.
Comprende unos 70 taxones, entre específicos e infraespecíficos, descritos y, de estos, solo una docena están actualmente aceptados.

## Distribución
El género es nativo del Mediterráneo occidental.

## Descripción
Son plantas herbáceas perennes espinosas, excepto las especies o variedades cultivadas que son inermes. Tienen tallos simples o ramificados distalmente, no alados o solo con alas discretas y más o menos estriados longitudinalmente; aunque también pueden ser acaules. Las hojas son alternas, sésiles o algo decurrentes, excepto las basales que con pecioladas. Pueden ser enteras, dentadas onduladas, pinatifidas,  bi-partipinnadas y tienen bordes espinosos.
Las inflorescencias son capítulos terminales, solitarios o en corimbos, con un involucro ovoide de 5-8 series de brácteas más o menos coriáceas e imbricadas, terminadas en apéndice apical más o menos triangular, erecto, patente o reflexo, espinoso o no. El receptáculo es plano o algo convexo, alveolado y con páleas cerdosas blanquecinas lisas. Las flores son flósculos generalmente hermafroditas, con corola tubulosa y pentámera, más o menos zigomorfa, glabra, de color azul, violáceo o blanco, con tubo y limbo pentámero bien diferenciados. Los frutos son cipselas homomorfos, obovoides, glabras y de sección más o menos circular o tetrágona, sin eleosoma y con pappus (vilano) caedizo, con filas de pelos blancos inferiormente plumosos y discretamente ásperos en su parte distal, soldados en un anillo basal.

## Principios Activos
Cinarina, además de hidrocolerético, es hipocolesterolemiante y disminuye el cociente beta/alfa de las lipoproteínas.

## Taxonomía
El género fue descrito por Carlos Linneo y publicado en Species Plantarum, vol. 2, p.827–828 en 1753. La especie tipo es Cynara cardunculus L.
Etimología
- Cynara: Del griego κυνάρα o κινάρα, construido con las palabras κύων, perro, por las brácteas involucrales que, por su forma, se asemejan a los dientes de dicho animal. Pasó al latín como cinara, nombre que se usaba también para designar al cardo de comer, aunque para esta último y la alcachofa se empleaba también, según Plinio el Viejo en su Naturalis Historia (19, 54, 152, 153), el término cardus o carduus.

## Especies y subespecies aceptadas
- Cynara algarbiensis Coss. ex Nyman
- Cynara auranitica Post
- Cynara aurantiaca Post
- Cynara baetica Pau
- Cynara cardunculus L.
  - Cynara cardunculus flavescens Wiklund
- Cynara cornigera Lindl.
- Cynara cyrenaica Maire & Weiller
- Cynara humilis Sibth. & Sm. Región Bereber de Marruecos y Sur de Europa.
- Cynara scolymus L.
- Cynara syriaca Boiss.
- Cynara tournefortii Boiss. & Reut. Endemismo ibérico, incluido Portugal.[1]